# Polygrapta albipuncta
Polygrapta albipuncta är en fjärilsart som beskrevs av M.Gaede 1939. Polygrapta albipuncta ingår i släktet Polygrapta och familjen nattflyn. Inga underarter finns listade i Catalogue of Life.